# Rocío Banquells
Rocío Banquells (ur. 22 czerwca 1958) – meksykańska aktorka oraz piosenkarka.
Wystąpiła m.in. jako główna złoczyńczyni w telenowelach Kiedy się zakocham... (2010) i Dzikie serce (2013).
Córka aktora i reżysera Rafaela Banquells i aktorki Diny de Marco.

## Wybrana filmografia
- 1979: Los ricos también lloran jako Esther Izaguirre
- 1984: Bianca Vidal jako Mónica Rondán / Sandra / Meche
- 2007: Sidła namiętności jako Ofelia de Marquez
- 2008: Nie igraj z aniołem jako Isabela Rojas
- 2010: Kiedy się zakocham... jako Josefina Álvarez Martínez de Monterrubio / Pepa / Fina
- 2013: Dzikie serce jako Carola Canseco
- 2016: Droga do szczęścia jako Guadalupe "Lupe" Gonzalo

## Nagrody i nominacje

### Premios TVyNovelas
| Rok  | Kategoria              | Telenowela            | Wynik   |
| ---- | ---------------------- | --------------------- | ------- |
| 2011 | Najlepsza antagonistka | Kiedy się zakocham... | Wygrana |
| 1984 | Najlepsza złoczyńczyni | Bianca Vidal          | Wygrana |

### Premios People en Español
| Rok  | Kategoria              | Wynik     |
| ---- | ---------------------- | --------- |
| 2011 | Najlepsza złoczyńczyni | Nominacja |

### TV Adicto Golden Awards
| Rok  | Kategoria              | Wynik   |
| ---- | ---------------------- | ------- |
| 2010 | Najlepsza złoczyńczyni | Wygrana |

### Premios Califa de Oro
| Rok  | Kategoria                | Telenowela        | Wynik   |
| ---- | ------------------------ | ----------------- | ------- |
| 2007 | Najlepsze wykonanie roku | Sidła namiętności | Wygrana |